# Малые Юрты
 Малые Юрты  — деревня в Зеленодольском районе Татарстана. Входит в состав городского поселения Нижние Вязовые.

## География
Находится в западной части Татарстана на расстоянии приблизительно 8 км на юго-запад от районного центра города Зеленодольск в правобережной части района на границе с Чувашской республикой.

## История
Известна с 1565-67 годов. Ныне территория деревня занята садоводческим товариществом Зеленодольского завода им. Горького.

## Население
Постоянных жителей было в 1782 — 87 душ мужского пола, в 1859—476, в 1897—503, в 1908—347, в 1920—280, в 1926—302, в 1938—281, в 1949—246, в 1958—100, в 1970 — 27, в 1979 — 16, в 1989 — 4. Постоянное население составляло не было учтено как в 2002 году, так и в 2010.